# Обервилье
Обервилье́ (фр. Aubervilliers) — коммуна и северный пригород Парижа во Франции, в округе Сен-Дени.
Граничит на западе с Сен-Дени, на севере — с Ла-Курнев, на востоке — с Пантеном и на юге — с Парижем. В западной части города протекает канал Сен-Дени.
Обервилье — административный центр кантонов Западный и Восточный Обервилье.

## История
Город впервые упоминается в 1060 году. До XIX века жители преимущественно занимались сельским хозяйством, но с ростом Парижа Обервилье постепенно превратился в его промышленный пригород. Среди его бургомистров был в числе прочих премьер-министр Франции Пьер Лаваль.
В Обервилье расположен центр ислама Франции.

## Города-побратимы
- Йена, Германия
- Эмполи, Италия